# Rio Sak
Rio Sak é um rio da África do Sul.